# Alta Lusacia
La Alta Lusacia (en alemán Oberlausitz, en sorbio alto Hornja Łužica, en bajo sorbio: Górna Łužyca, en latín: Lusatia superior) es una región histórica que ocupa gran parte de los estados federados de Sajonia y Brandeburgo (Alemania), así como pequeñas partes de la República de Polonia. 
Fue parte de las Tierras de la Corona de Bohemia, hasta que mediante la paz de Praga, en 1635 pasaron a formar parte del Electorado de Sajonia. 

## Geografía
En Sajonia abarca aproximadamente los distritos de Kamenz, Bautzen, Löbau-Zittau y el Alta Lusacia-Baja Silesia, así como las dos ciudades independientes (kreisfreie Stadt) de Görlitz y Hoyerswerda. En el estado federado de Brandeburgo pertenece a la parte sur de los distritos de Alto Bosque del Spree-Lusacia hasta el Alta Lusacia (anteriormente Kreis Senftenberg), las ciudades de Ruhland y Ortrand. Desde el año 1945, una parte de Polonia entre los ríos Neiße y Queis pertenece administrativamente al Woiwodschaft Niederschlesien (en polaco: Dolnośląskie).